# Bunsen es una bestia
Bunsen es una bestia (Bunsen Is a Beast en inglés) es una serie de televisión animada creada por Butch Hartman para Nickelodeon. La serie gira en torno a una excéntrica bestia llamada Bunsen, que comienza a asistir a una escuela intermedia que previamente solamente había admitido a los humanos. A pesar de los prejuicios contra las bestias, Bunsen se hace amigo de un chico humano llamado Mikey Monroe y su compañera escolar Darcy. Juntos, Bunsen y sus amigos tratan de navegar por la vida escolar mientras superan a una estudiante malvada llamada Amanda, que quiere librar a la sociedad de la clase de Bunsen.
La serie se basa en un dibujo de un monstruo y un niño que Hartman creó en 2012. Originalmente pensó en escribir un libro de fotos con los personajes, pero decidió no seguir adelante con la idea, hasta que un ejecutivo de Nickelodeon vio el dibujo y lo animó a desarrollar el concepto en un programa de televisión. Los temas prominentes destacados en la serie incluyen los aspectos positivos de la integración social y la celebración de diferentes culturas.
Una temporada que consiste de 20 episodios, fue ordenada por Nickelodeon en diciembre de 2015. La serie tuvo su primer preestreno el 16 de enero de 2017, luego del estreno de la película original del canal llamada Rufus 2. Bunsen is a Beast fue oficialmente estrenada el 21 de febrero de 2017. El episodio número siete del show es un crossover con The Fairly OddParents, serie también creada por Butch.
El 8 de febrero de 2018, el creador de la serie Butch Hartman anunció en su canal de YouTube que abandonó Nickelodeon por desacuerdos con la empresa, lo que llevó a la serie a su eventual cancelación dos días después. Tuvo solamente una temporada y 26 episodios. Bunsen Is a Beast recibió críticas negativas y fue la serie de Hartman que recibió menos audiencia en su tiempo de transmisión, lo que presume que influyo en su rápida salida del aire.

## Sinopsis
Bunsen es una Bestia se centra alrededor de un monstruo azul llamado Bunsen, que es la primera bestia que asiste a la escuela secundaria Muckledunk. Mikey Monroe, su mejor amigo humano, le ayuda a navegar por la escuela mientras siente la presión de demostrar que los monstruos pueden coexistir pacíficamente sin comer ni dañar a otros. Los episodios se centran típicamente en Bunsen que aprende cómo completar tareas humanas o descubrir una tradición humana. Mikey también aprende más sobre el mundo del monstruo, conociendo nuevas criaturas cada vez que visita la casa de Bunsen. Sin embargo, una chica malvada y paranoica llamada Amanda Killman cree que Bunsen es peligroso y quiere destruirlo para que su especie sufra de extinción. Bunsen y Mikey deben superar a Amanda cada vez que surge un nuevo esquema, ocasionalmente con la ayuda de su amiga Darcy.

## Personajes

### Personajes principales
- Bunsen (voz por Jeremy Rowley) (doblado por Alberto Bernal en la versión al español)
- Mikey Milton Munroe (voz por Ben Giroux) (doblado por Roberto Salguero en la versión al español)
- Amanda Killman (voz por Kari Wahlgren) (doblada por Nayeli Mendoza en la versión al español)

### Personajes recurrentes
- Srita. Flap (voz por Cheri Oteri) (doblada por Rocío Prado en la versión al español)
- Sophie Sanders (voz por Wahlgren) (doblada por Montserrat Aguilar en la versión al español)
- Darcy (voz por Cristina Millizia) (doblada por Susana Moreno en la versión al español)
- General Lance Justicia (voz por Jeff Bennett) (doblado por Jorge Ornelas en la versión al español)

## Episodios
| Temporada | Temporada | Episodios | Estados Unidos      | Estados Unidos        | Latinoamérica      | Latinoamérica           | España              | España                |
| Temporada | Temporada | Episodios | Comienzo            | Final                 | Comienzo           | Final                   | Comienzo            | Final                 |
| --------- | --------- | --------- | ------------------- | --------------------- | ------------------ | ----------------------- | ------------------- | --------------------- |
|           | 1         | 26        | 16 de enero de 2017 | 10 de febrero de 2018 | 3 de julio de 2017 | 14 de diciembre de 2018 | 12 de junio de 2017 | 31 de octubre de 2018 |

## Transmisión
Un preestreno de la serie fue lanzado en 2016 durante la Comic-Con. La serie se estrenó en Canadá por Nickelodeon y YTV en el otoño de 2017.